# Lê Ngọa Triều
Lê Ngọa Triều, né sous le nom Lê Long Đĩnh (né en 986 mort en octobre/novembre 1009) est l'empereur du Đại Cồ Việt (ancêtre du Viêt Nam) de 1005 à 1009 et le dernier représentant de la dynastie Lê antérieure.

## Biographie
À la mort de son père Lê Đai Hành en 1005, Lê Long Đĩnh assassine son frère Lê Trung Tông pour lui ravir le trône du Đại Cồ Việt, trois jours seulement après son ascension. Devenu empereur, il fait régner la terreur et acquiert la réputation d'être l'un des seigneurs les plus cruels et sadiques de l'histoire du Viêt Nam. Lorsqu'il meurt en octobre/novembre 1009, des officiels écartent son fils, encore enfant, pour placer leur disciple Lý Thái Tổ sur le trône, ce qui marque la fin de la dynastie Lê antérieure et le début de la dynastie Lý.